# NGC 4295
NGC 4295 est une galaxie lenticulaire relativement éloignée et située dans la constellation de la Chevelure de Bérénice. NGC 4295 a été découverte par l'astronome prussien Heinrich d'Arrest en 1864.

## Caractéristiques

### Distance
Sa vitesse par rapport au fond diffus cosmologique est de 8 768 ± 20 km/s, ce qui correspond à une distance de Hubble de 129,3 ± 9,1 Mpc (∼422 millions d'al).
Une mesure non basée sur le décalage vers le rouge (redshift) donne une distance d'environ 134,000 Mpc (∼437 millions d'al). Cette valeur est à l'intérieur des valeurs de la distance de Hubble.